# تشارلز أ. برنس
تشارلز أ. برنس (بالإنجليزية: Charles A. Prince)‏ هو قائد فرقة ‏ أمريكي، ولد في 1869، وتوفي في 10 أكتوبر 1937.

## وصلات خارجية
- تشارلز أ. برنس على موقع ميوزك برينز (الإنجليزية)
- تشارلز أ. برنس على موقع ديسكوغز (الإنجليزية)